# Dafabet
Dafabet là công ty cá cược và là công ty con của tập đoàn AsianBGE. Là một công ty tư nhân được cấp phép quy định bởi Cagayan Economic Zone Authority (CEZA) và First Cagayan Leisure and Resorts Corporation (FCLRC). Dafabet điều hành một trang web cung cấp các dịch vụ cá cược trực tuyến.

## Giải thưởng và thành tựu
Tạp chí đánh giá về Thể thao Điện Tử (eGaming Review Magazine) đưa ra một danh sách 50 nhà cung cấp Trò chơi trực tuyến hàng đầu trên Thế giới và sau khi nhận ra tiềm năng cũng như thế mạnh phát triển, Dafabet xếp ở nửa trên danh sách với thứ hạng thứ 21 trong năm 2013, lần đầu tiên kể từ khi danh sách được công bố vào năm 2004. Trong năm 2014, Tạp chí đánh giá Thể thao Điện Tử một lần nữa công bố thứ hạng của 50 nhà cung cấp Trò chơi trực tuyến hàng đầu trên Thế giới, lần này Dafabet xếp hạng thứ 19.

## Tài trợ
Trong năm 2011, cầu thủ bóng đá kiêm bình luận viên Alan Shearer đã ký hợp đồng và trở thành Đại sứ Thể thao của Dafabet, sau đó Shearer được giới thiệu với cộng đồng thể thao Châu Á.
Vào mùa giải 2012/13 tại giải Ngoại hạng Anh, câu lạc bộ Everton F.C. và West Bromwich Albion đã hợp tác với Dafabet để mang thương hiệu Barclays Premier League tới sân Goodison Park.
Dafabet là nhà tài trợ chính của giải đấu Players Tour Championship 2012/2013 - Giải chung kết billiard, một giải đấu quy tụ những tay cơ chuyên nghiệp hàng đầu diễn ra từ ngày 12–17 tháng 3 năm 2013, được tổ chức tại quảng trường Bailey Allen, Ireland. Công ty sau đó tiếp tục tham gia tài trợ cho giải đấu Masters tournament 2014.
Dafabet là nhà tài trợ chính của câu lạc bộ Aston Villa F.C. trong mùa giải 2013–14 và mùa giải 2014–15, logo và quảng cáo của Dafabet lần lượt xuất hiện trên áo đấu của Aston Villa và trên sân vận đông Villa Park.
Dafabet là nhà tài trợ cho giải billiard snooker 2014 Masters diễn ra tại Alexandra Palace, thủ đô London, Anh Quốc từ ngày 12-19 tháng 1 năm 2014. Công ty đồng thời tài trợ cho giải vô địch snooker 2014 diễn ra tại Richo arena, thuộc thành phố Coventry.
Dafabet là nhà tài trợ cho giải Vô địch Snooker toàn Thế giới 2014 (hay giải đấu Blue Riband) tại Nhà hát Crucible, Sheffield, Anh Quốc từ ngày 19 tháng 4 tới ngày 5 tháng 5 năm 2014.
Dafabet sẽ là nhà tài trợ chính cho câu lạc bộ Blackburn Rovers F.C. và Sunderland A.F.C. trong vòng ba năm bắt đầu từ mùa giải 2015-16 và logo của họ sẽ xuất hiện trên áo đấu sân nhà cũng như sân khách của các câu lạc bộ trên. Vào ngày 3 tháng 6 năm 2015, Dafabet trở thành nhà tài trợ cho giải vô địch xứ Wales, giải đấu hàng đầu của các câu lạc bộ tại xứ Wales.